# 극흉목
극흉목(棘胸目, Acanthothoraci)은 데본기 전기에서 중기까지 번성한 판피어의 한 갈래로, 현시대의 은상어목(Chimaera) 어류와 형태적으로 유사하다. 접치목 판피어보다 더 두껍고 무거운 흉추 체갑판을 갖고 있었으며, 흉추로부터 뾰족하게 솟구쳐나오는 지느러미가 특징이다. 유라시아·캐나다·오스트레일리아 등 전 세계의 데본기 퇴적층에서 화석이 발견된다.

## 참고 문헌
- Janvier, Philippe.  Early Vertebrates  Oxford, New York: Oxford University Press, 1998.  ISBN 0-19-854047-7
- Long, John A. The Rise of Fishes: 500 Million Years of Evolution Baltimore: The Johns Hopkins University Press, 1996.  ISBN 0-8018-5438-5
- Sepkoski, Jack (2002). “A compendium of fossil marine animal genera (Placodermi entry)”. 《Bulletins of American Paleontology》 364: 560. 2004년 10월 14일에 원본 문서에서 보존된 문서. 2011년 5월 20일에 확인함.